# Scytodes sexstriata
Scytodes sexstriata là một loài nhện trong họ Scytodidae.
Loài này thuộc chi Scytodes. Scytodes sexstriata được Carl Friedrich Roewer miêu tả năm 1960.